# Never Forget You (chanson de Zara Larsson et MNEK)
Pour les articles homonymes, voir Never Forget You.
Singles par Zara Larsson
Lush Life
(2015) Girls Like
(2016)
Singles par MNEK
The Rhythm (en)
(2015) At Night (I Think About You) (en)
(2016)
Never Forget You est une chanson de la chanteuse suédoise Zara Larsson et du chanteur britannique MNEK sortie le 22 juillet 2015. Il s'agit du deuxième single extrait de So Good, le deuxième album studio de Zara Larsson.

## Classements

### Classements hebdomadaires
| Classement (2015-16)                           | Meilleure position |
| ---------------------------------------------- | ------------------ |
| Allemagne (GfK Entertainment)                  | 20                 |
| Australie (ARIA)                               | 3                  |
| Autriche (Ö3 Austria Top 40)                   | 44                 |
| Belgique (Flandre Ultratop 50 Singles)         | 9                  |
| Belgique (Flandre Ultratop 50 Airplay)         | 9                  |
| Belgique (Wallonie Ultratip Bubbling Under 50) | 11                 |
| Canada (Hot 100)                               | 15                 |
| Canada (All-Format)                            | 17                 |
| Canada (CHR/Top 40)                            | 8                  |
| Canada (Digital Songs)                         | 18                 |
| Canada (Hot AC)                                | 45                 |
| Danemark (Tracklisten)                         | 5                  |
| Écosse (OCC)                                   | 9                  |
| Espagne (PROMUSICAE)                           | 92                 |
| États-Unis (Hot 100)                           | 13                 |
| États-Unis (Adult Pop Songs)                   | 16                 |
| États-Unis (Dance/Mix Show Airplay)            | 13                 |
| États-Unis (Digital Songs)                     | 7                  |
| États-Unis (Dance Club Songs)                  | 47                 |
| États-Unis (Hot Dance/Electronic Songs)        | 1                  |
| États-Unis (Latin Pop Airplay)                 | 40                 |
| États-Unis (Pop Airplay)                       | 5                  |
| États-Unis (Radio Songs)                       | 11                 |
| États-Unis (Rhythmic Songs)                    | 27                 |
| États-Unis (Streaming Songs)                   | 15                 |
| Europe (Digital Song Sales)                    | 11                 |
| Finlande (Suomen virallinen lista)             | 4                  |
| France (SNEP)                                  | 105                |
| Irlande (Irish Singles Chart)                  | 15                 |
| Mexique (Mexico Ingles Airplay (en))           | 13                 |
| Norvège (VG-lista)                             | 2                  |
| Nouvelle-Zélande (RMNZ)                        | 6                  |
| Pays-Bas (Nederlandse Top 40)                  | 8                  |
| Pays-Bas (Single Top 100)                      | 8                  |
| Pologne (ZPAV)                                 | 43                 |
| Portugal (AFP)                                 | 35                 |
| Royaume-Uni (UK Singles Chart)                 | 5                  |
| Royaume-Uni (UK Dance Chart)                   | 1                  |
| Slovaquie (IFPI Rádio)                         | 45                 |
| Slovaquie (IFPI Singles Digitál)               | 18                 |
| Suède (Sverigetopplistan)                      | 1                  |
| Suisse (Schweizer Hitparade)                   | 32                 |
| Tchéquie (IFPI Rádio)                          | 69                 |
| Tchéquie (IFPI Singles Digitál)                | 20                 |

### Classement décennal
| Classement (2010-2019)                   | Position |
| ---------------------------------------- | -------- |
| États-Unis (Dance/Electronic Songs (en)) | 24       |